# Guillaume Oyônô Mbia

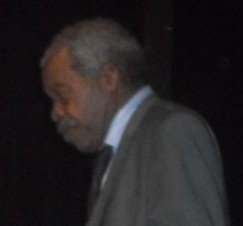
Guillaume Oyônô Mbia (2014)

Guillaume Oyônô Mbia (* 2. März 1939 in Mvoutessi, Zoétélé; † 10. April 2021 in Yaoundé) war ein kamerunischer Schriftsteller französischer und englischer Sprache.

## Leben und Werk
Guillaume Oyônô Mbia studierte von 1964 bis 1969 als Stipendiat die Fächer Englisch und Französisch an der Keele University und unterrichtete dann an der Universität Yaoundé. Im Alter von 21 Jahren schrieb er das preisgekrönte Theaterstück Trois prétendants … un mari (englisch: Three suitors… One husband), mit dem er großen Erfolg hatte. Es folgten weitere Stücke und Erzählungen, seit 1973 jedoch nur wenige Texte. Er hielt 1976 einen Vortrag mit dem Titel „Le Calvaire des écrivains camerounais contemporains“ (Das Martyrium der zeitgenössischen kamerunischen Schriftsteller). Er war 2013 Präsident des Preiskomitees bei der ersten Verleihung der kamerunischen Preise Grands Prix des associations littéraires. 2014 erhielt er selbst den dort verliehenen Grand Prix des mécènes.

## Werke

### Französisch
- Trois prétendants, un mari. Pièce en 4 actes et un intermède. 1964, 1969. Presse pocket, Paris 1991.
- Jusqu'à nouvel avis. 1970.
- Chroniques de Mvoutessi. 1971–1972.
  - 1. Le sermon de Yohannes Nkatefoé. La petite gare. Les sept fourchettes. 1971.
  - 2. Na Mongô ou le Voyage à Ebolowa. 1971.
  - 3. Madame Matalina ou Comment grimper l'échelle sociale. 1972.
- Notre fille ne se mariera pas. Pièce radiophonique en 2 actes. ORTF 1973.
- Le Train spécial de Son Excellence. 1979.
- Le Bourbier. 1989. (Hörspiel)

### Englisch
- Three suitors… One husband. Until further notice. London 1968. Methuen, London 1978. Auch in: Faces of African independence. Three plays. Hrsg. Richard Bjornson. University Press of Virginia, Charlottesville 1988.

## Deutschsprachige Hörspiele
- 1972: Drei Freier – ein Ehemann. Funkkomödie – Regie: Fritz Schröder-Jahn (Hörspiel – HR)
- 1980: Drei Freier und ein Ehemann – Regie: Ingeborg Medschinski (Original-Hörspiel – Rundfunk der DDR)

Quelle: ARD-Hörspieldatenbank